# Generalprokuratur
Die Generalprokuratur ist die höchste Staatsanwaltschaft Österreichs. Sie ist beim Obersten Gerichtshof angesiedelt und  bei allen bei diesem anhängigen Strafverfahren mit. Sie tritt dort allerdings nicht als Anklagebehörde auf, sondern vertritt die Interessen des Staates an einer gesetzeskonformen Rechtspflege.

## Geschichte
Das Amt des Generalprokurators heutiger Form wurde am 7. August 1850 durch kaiserliches Patent geschaffen. Bereits damals wurde er als „Wächter der Rechtseinheit und der richtigen Anwendung des Gesetzes“ beschrieben. Nach Errichtung der Republik 1918 wurde die Generalprokuratur unter der Bezeichnung Generalstaatsanwaltschaft weitergeführt; 1924 erhielt der Leiter wieder den Titel des Generalprokurators und seine Stellvertreter jenen des Generalanwalts.
Zur Zeit der NS-Diktatur wurden Oberster Gerichtshof und Generalprokuratur 1939 abgeschafft, der letzte Generalprokurator der Ersten Republik Robert Winterstein verhaftet und im Konzentrationslager ermordet.

## Aufgaben

### Mitwirkung am Nichtigkeitsverfahren (§ 22 StPO)
Die Generalprokuratur wirkt an allen Strafverfahren beim Obersten Gerichtshof mit. Bei Nichtigkeitsbeschwerden gegen Urteile eines Schöffen- oder Geschworenengerichts erstattet sie Stellungnahmen. Da die Generalprokuratur nicht als Anklagebehörde auftritt, werden diese Stellungnahmen unabhängig davon abgegeben, ob Angeklagter oder Staatsanwaltschaft ein Rechtsmittel erhoben haben.

### Nichtigkeitsbeschwerde zur Wahrung des Gesetzes (§ 23 StPO)
Gegen jede gesetzeswidrige Entscheidung eines Strafgerichts kann (nur) die Generalprokuratur die Nichtigkeitsbeschwerde zur Wahrung des Gesetzes (Wahrungsbeschwerde) erheben. Diese kann auch dann erhoben werden, wenn die Entscheidung bereits rechtskräftig geworden oder von den Verfahrensbeteiligten kein ordentliches Rechtsmittel eingelegt worden ist. Falsche Tatsachenerhebungen können nicht mit Wahrungsbeschwerde bekämpft werden.

### Erneuerung des Strafverfahrens (§ 363a StPO)
Neben dem Betroffenen kann auch die Generalprokuratur einen Erneuerungsantrag beim Obersten Gerichtshof einbringen, wenn der Betroffene durch eine strafgerichtliche Entscheidung in seinen Grundrechten nach der EMRK verletzt worden ist. 

### Außerordentliche Wiederaufnahme (§ 362 Abs 1 Z 2 StPO)
Auf Antrag des Generalprokurators kann der Oberste Gerichtshof die Wiederaufnahme des Strafverfahrens verfügen, wenn sich aus dem Akt erhebliche Bedenken gegen die Richtigkeit der dem Urteil zugrundeliegenden Tatsachen ergeben. Darüber hinaus kommen der Generalprokuratur Aufgaben im Rahmen des Disziplinarverfahrens und der Zuständigkeitsbestimmung zwischen mehreren Staatsanwaltschaften verschiedener Oberlandesgerichtssprengel zu.